# Selago linearis
Selago linearis är en flenörtsväxtart som beskrevs av Robert Allen Rolfe. Selago linearis ingår i släktet Selago och familjen flenörtsväxter. Inga underarter finns listade i Catalogue of Life.